# Собор Оахаки
Римско-католический собор мексиканского города Оахаки посвящён Вознесению Девы Марии. Кафедра архиепископа Антекеры. Собор является частью исторического центра Оахаки, ставшего в 1987 году объектом Всемирного наследия ЮНЕСКО.
Город Антекера в юго-восточной части Мексики был основан в 1532 году испанскими переселенцами, пришедшими вслед за Эрнаном Кортесом. Первая церковь нового поселения была заложена в 1535 году доминиканцами сразу как главный храм епархии Антекеры, основанной папой Павлом III 21 июня 1535 года. Находясь в сейсмической зоне, здание неоднократно страдало от землетрясений, было разрушено и восстанавливалось вновь. Возведение современного собора, третьего по счёту, окончено в 1733 году, главный портал завершён к 1752 году. Башни собора новые — они были перестроены после очередного землетрясения 1931 года.
Собор имеет форму трёхнефной базилики с восьмиугольным куполом над средокрестием. Высота главного нефа составляет 12 метров, боковых — 8 метров; фонарь купола возвышается на 20 метров. Южная башня собора украшена часами, подаренными Оахаке королём Испании Фердинандом VII.

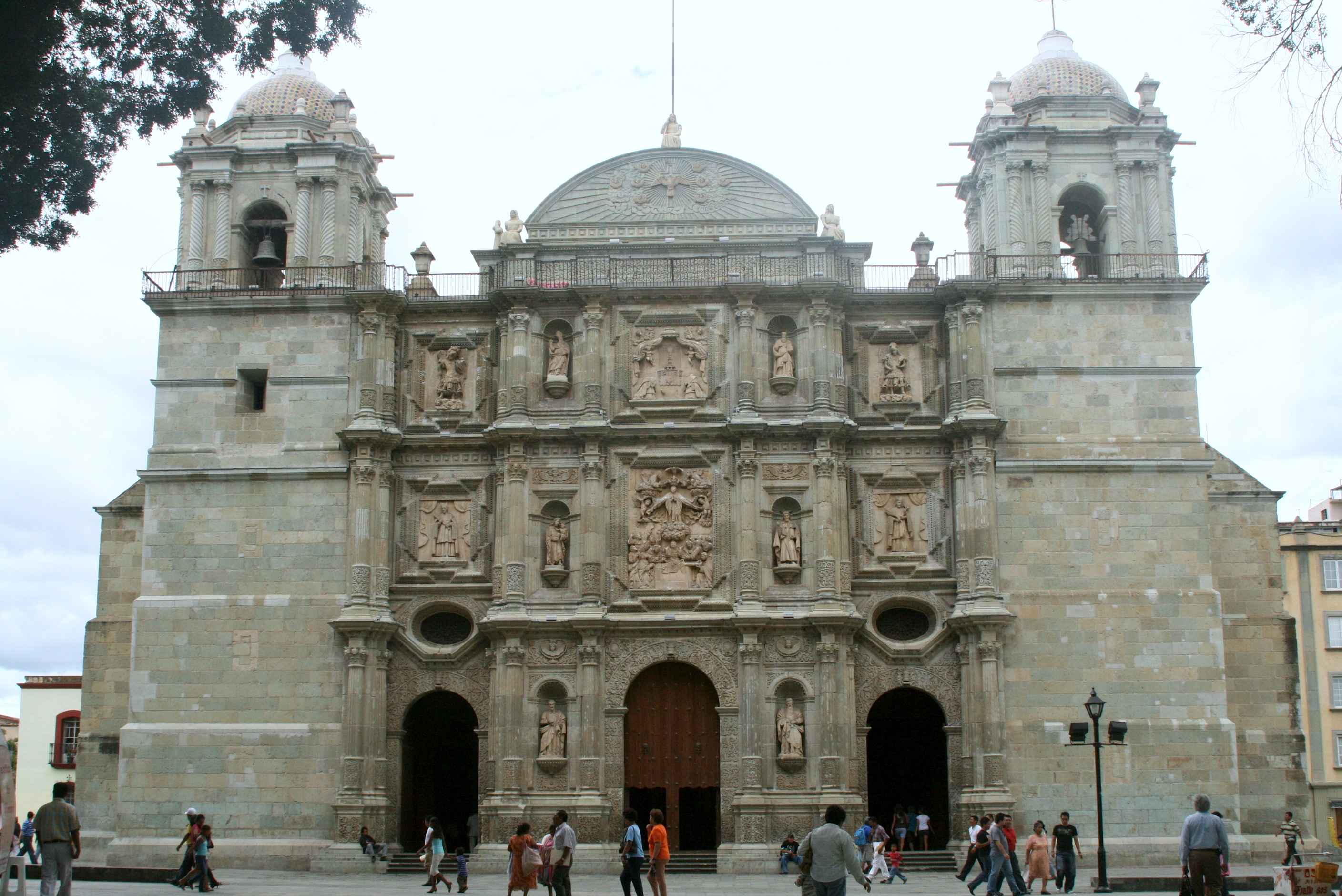
Главный фасад собора

Главный фасад собора в стиле барокко выполнен из местного камня зеленоватого оттенка. Членённый коринфскими колоннами, он богато украшен скульптурой и каменной резьбой. По сторонам от дверей центрального входа в нишах располагаются статуи апостолов Святого Петра и Святого Павла. Выше главного входа — скульптурная группа Девы Марии на облаках в окружении херувимов; на втором ярусе также статуи Святого Марциала, Святого Иосифа, Святого Христофора и Святого Петра-Мученика. На фронтоне главного фасада — изображение Святого Духа с распростёртыми крыльями, излучающего свет. В центре южного портала — изваяние Святой Розы Лимской.
Интерьер собора весьма прост и тяготеет, скорее, к неоклассицизму. Основным его украшением выступают живописные полотна XIX века. В алтаре храма — бронзовая статуя Вознесения Девы Марии XIX века, изготовленная в Италии художником Тодолини. Барочный орган на западной стене алтарной части восходит к первой четверти XVIII века.